# Назаренко Людмила Анатоліївна
Назаренко Людмила Анатоліївна - кандидат педагогічних наук, доцент, заслужений учитель України, переможець конкурсу "Найкращий педагогічний працівник" (2012), лауреат конкурсу "Вчитель року" (2012) .

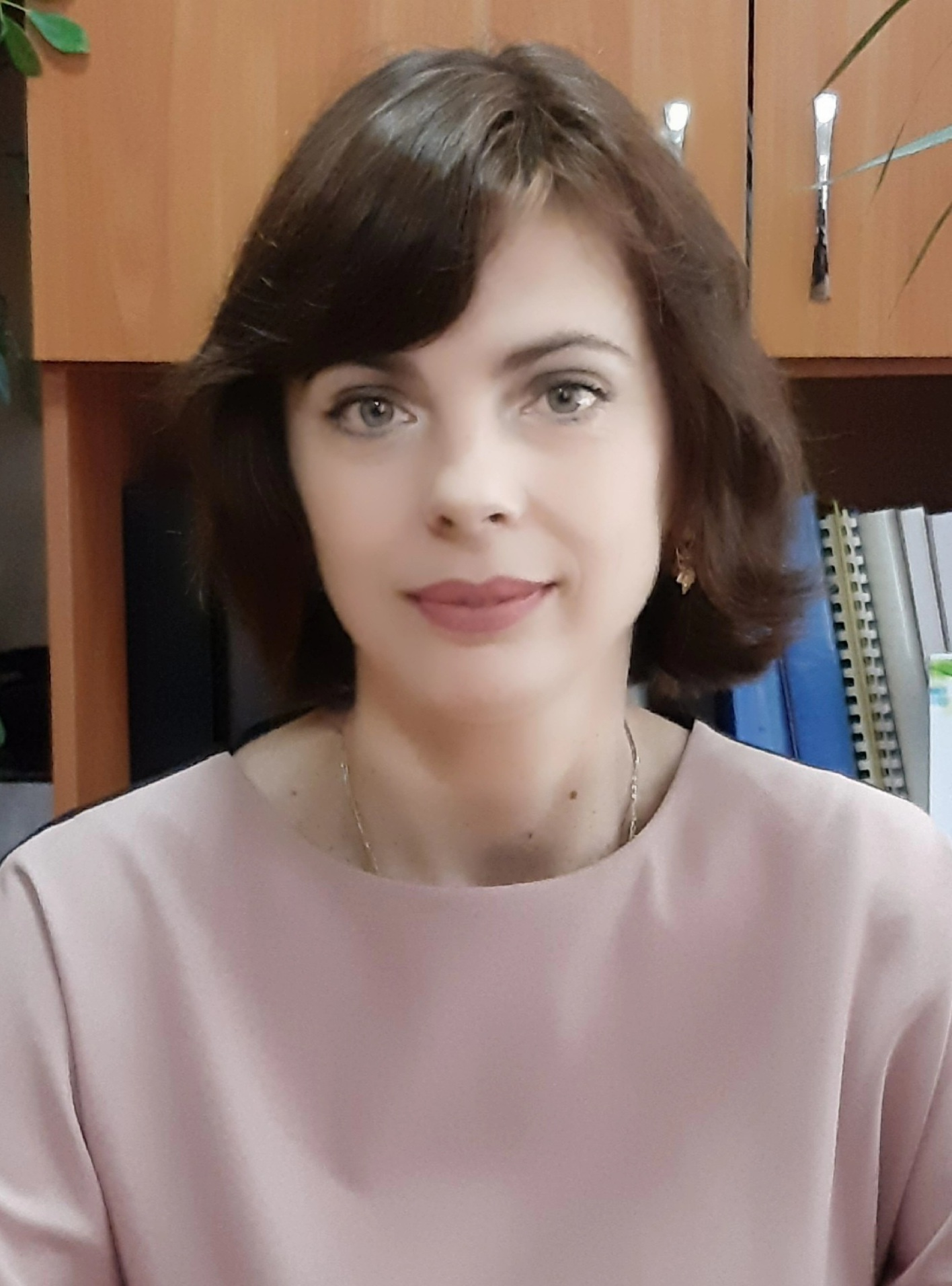
Людмила Назаренко

У 2002 році закінчила Миколаївський державний педагогічний університет імені В. О. Сухомлинського за спеціальністю «Педагогіка і методика середньої освіти. Українська мова і література». Кваліфікація за дипломом – «Учитель української мови і літератури та зарубіжної літератури». Кандидат педагогічних наук із 2016 року. Захистила дисертацію на тему «Формування предметної літературної компетентності старшокласників засобами ІКТ» (спеціальність 13.00.02 – теорія та методика навчання (українська література) у спеціалізованій Ученій раді К 38.134.02. при Миколаївському національному університеті імені В. О. Сухомлинського.
Стажування. Пройшла стажування і навчання на базі університету Collegium Civitas у місті Варшава (Польща, 2018) 
Науковий доробок - понад  50 наукових статей. 2
Нагороди і звання
Медаль «За самовіддане служіння науці» (2020 р.);
Почесна грамота Кабінету Міністрів України (2012 р.);
Диплом Центрального оргкомітету конкурсу «Учитель року» (2012 р.);
Диплом обласної державної адміністрації (2012 р.);
Почесна грамота Миколаївської міської ради (2012 р.);
Почесна грамота мера міста Миколаєва (2012 р.);
Диплом Міжнародної Академії Наук і Вищої Освіти (Лондон, 2011 р.);
Почесний диплом Міністерства освіти та науки України (2011 р.);
Почесний диплом Національної академії педагогічних наук України (2011 р.);
Почесна грамота Миколаївської міської ради (2009 р.);
Почесна грамота Міністерства освіти і науки України (2006 р.).
1. ↑  Структура інституту « MOIPPO (ua) . Процитовано 13 серпня 2025.